# Алаи
Алаи — юкагирское племя, обитавшее в бассейне реки Алазея. К моменту контакта с русскими часть алаев была пешими кочевниками, часть оленеводами. Численность племени составляла приблизительно 580 человек (8 родов). Источники упоминают имена алайских князцов — Невгоча и Мундита. Разговаривали на тундровом варианте юкагирского языка. Согласно юкагирскому фольклору — потомки богатыря Идилвея, который бегал быстрее дикого оленя и перепрыгивал через реки. Нынешняя тундровая популяция юкагиров в основном алайского происхождения.